# Écran táctil capacitativo
Nos anos 70 construía-se o SPS e teria de se utilizar centenas de botões, interruptores e osciloscópios para gerir o acelerador, o que era irrealista devido à complexidade do acelerador. Levantou-se a ideia de construir um sistema "inteligente" unicamente com três terminais para gerir todos esses botões, interruptores, etc.

## Oécrantáctil capacitativo
Uma invenção que hoje começa a ser comum como o écran táctil de alguns telefones portáveis foi inventada para a sala de controlo do SPS do CERN em… 1973.
Era constituído por:
- um écran táctil com um nove teclas programáveis
- um rato (track ball) para ser usado como apontador no écran de controlo
- um série de botões programáveis.

Esse sistema, tal qual, continuou em serviço até ao final da utilização da sala de controlo do SPS mais de 20 anos depois!

## Funcionamento
Num écran táctil capacitativo , a zona sensível ao tocar dos dedos - o botão - faz parte de um circuito eléctrico. Quando o utilizador toca o botão modifica a dieléctrica do condensador, o que provoca uma modificação do potencial elétrico. O logiciário (software) calcula as diferenças de capacitatividade em relação às zonas do écran que não são tocadas e analisa em que ponto do écran se produziu a modificação. A informação é transmitida ao logiciário que executa a operação desejada.

## Track ball
O track ball é um mecanismo que pode identificar o movimentos em x-y rolando uma bola o que faz mover o apontador no écran, o rato dos computadores que só foi "inventado"no Cern nos fins do anos 60.
Com a invenção do rato e do écran táctil, é quase lógico que a WWW também tenha sido inventada no CERN!